# 야간 투시경

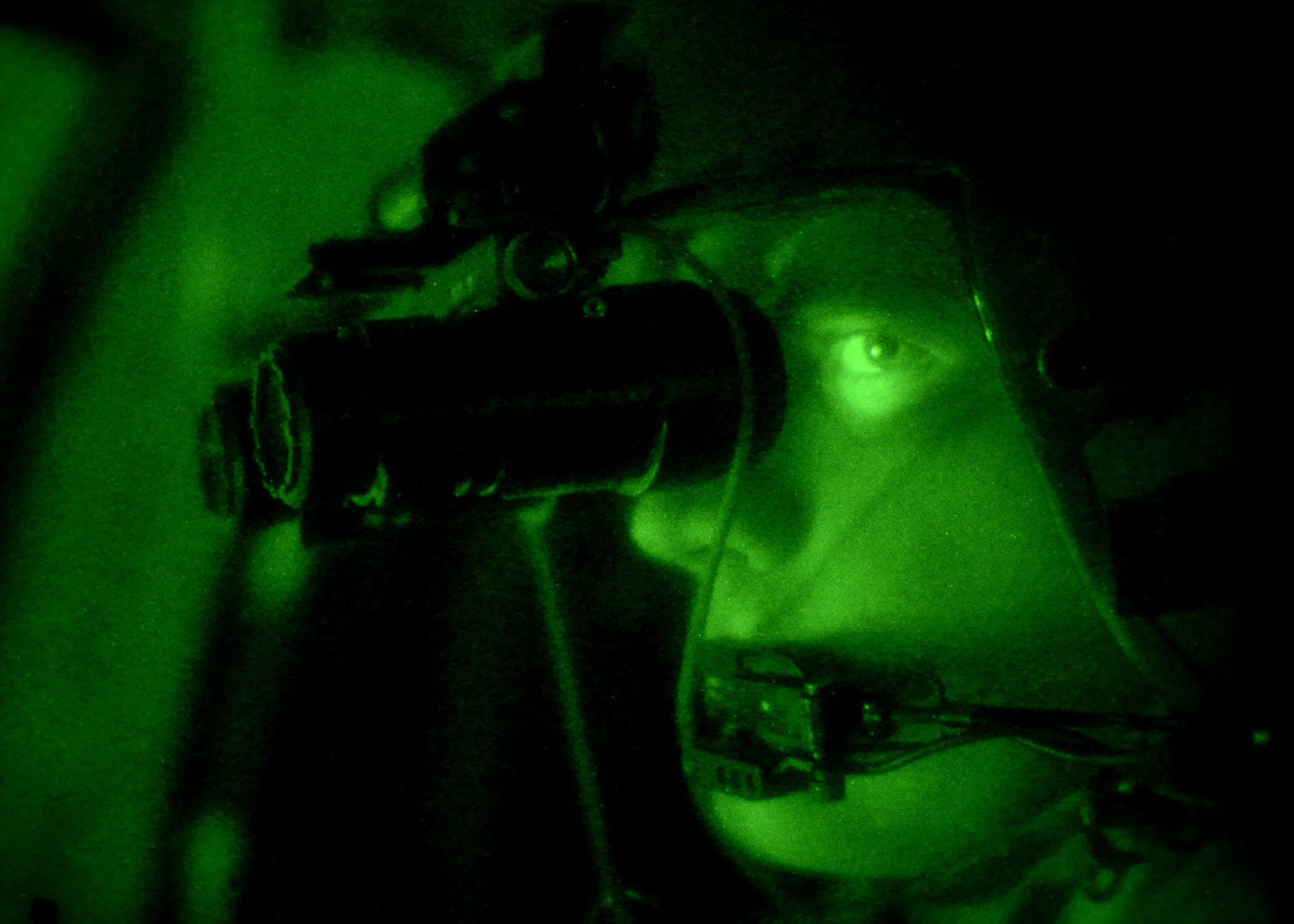

야간 투시경(night-vision device, NVD), 야간 광학 관측 장치(NOD, night optical/observation device) 또는 야간투시경(NVG, night-vision goggles)은 야간에 존재하는 극소량의 빛으로 이미지를 생성하는 광전자 장치이다. 이미지는 가시광 및 근적외선에서 가시광선으로의 변환일 수 있지만, 열 적외선의 통상적인 검출은 열 화상으로 표시될 수 있다. 생성된 이미지는 일반적으로 단색계열이다 (예 : 녹색 음영). NVD는 군대 및 기타 집행 기관에서 많이 사용하지만 민간부문에서의 사용도 있다. 이 용어는 일반적으로 이미지 강화 튜브 및 일반적으로 방수 하우징 또는 일부 유형의 보호 장착 시스템을 포함한 완전한 장치를 의미한다. 많은 NVD에는 보호 필터 렌즈, 또는 텔레스코픽 렌즈 또는 거울과 같은 광학 부품도 포함된다. NVD에는 IR 조명기가 있을 수 있으며 수동형 야간 투시 장치와는 반대로 활성화된다.

## 같이 보기
- 망원경

## 참고
1. ↑  Sacrificial lenses are mounted on the front or away from face lens on NVDs and are meant for protecting original lens from damage by environmental hazards.

- Tyson, Jeff. “How Night Vision Works”. HowStuffWorks. 2015년 4월 11일에 확인함.
- 《Night Vision and Electronic Sensors Directorate》, United States Army Communications-Electronics Command
- Parush, Avi; Gauthier, Michelle S.; Arseneau, Lise; Tang, Denis (September 2011). “The Human Factors of Night Vision Goggles: Perceptual, Cognitive, and Physical Factors”. 《Reviews of Human Factors and Ergonomics》 (en:Sage Journals). 238–279면. doi:10.1177/1557234X11410392.
- 플리어OTS-야간투시경 보관됨 2020-02-04 - 웨이백 머신